# West Hazleton
West Hazleton es un borough ubicado en el condado de Luzerne en el estado estadounidense de Pensilvania. En el año 2000 tenía una población de 3542 habitantes y una densidad poblacional de 881 personas por km².

## Geografía
West Hazleton se encuentra ubicado en las coordenadas 41°57′42″N 75°59′56″O / 41.96167, -75.99889.

## Demografía
Según la Oficina del Censo en 2000 los ingresos medios por hogar en la localidad eran de $28 765 y los ingresos medios por familia eran $37 476. Los hombres tenían unos ingresos medios de $30 139 frente a los $18 400 para las mujeres. La renta per cápita para la localidad era de $16 525. Alrededor del 10 % de la población estaba por debajo del umbral de pobreza.

## Educación
El Distrito Escolar del Área de Hazleton (HASD) gestiona las escuelas públicas que sirven a West Hazleton, incluyendo la Escuela Primaria-Intermedia West Hazleton en West Hazleton y la Escuela Secundaria del Área de Hazleton en el Municipio de Hazle.